# 978 Aidamina
978 Aidamina је астероид главног астероидног појаса са пречником од приближно 78,73 .
Афел астероида је на удаљености од 3,949 астрономских јединица (АЈ) од Сунца, а перихел на 2,440 АЈ. 
Ексцентрицитет орбите износи 0,236, инклинација (нагиб) орбите у односу на раван еклиптике 21,650 степени, а орбитални период износи 2085,968 дана (5,711 година). 
Апсолутна магнитуда астероида је 9,73 а геометријски албедо 0,036.
Астероид је откривен 18. маја 1922. године.